# Мориц Йомтов
Мориц Йомтов е български професор по биохимия, известен също като журналист и автор на сценарии, повечето от които съвместно с Марко Стойчев, под псевдонима „братя Мормареви“.

## Биография
Роден в София през 1921 г. Завършва Американския колеж. Следва химия в Софийския университет .
Работил е в Българско национално радио, редакция „Предавания за чужбина“. Там среща Марко Стойчев и двамата заедно започват да пишат сценарии. Известни филми: „Таралежите се раждат без бодли“ (1971), „Двойникът“ (1980) и други. Професор е по биохимия, работил в областта на имунологията. Един от авторите на практическо ръководство по микробиология Заема изборни длъжности във Федерацията на европейските биохимически дружества (FEBS). През 1978 – 1983 е генерален секретар на Федерацията . Събира еврейски вицове, издадени през 1993 
Женен от 1946 г. за Людмила Стефанова, преподавател по антична и западноевропейска литература. Две деца – Вихра и Атанас.
Умира през 1992 г. в Израел от рак на белия дроб.